# Бабајево
Бабајево (рус. Бабаево) град је у Русији у Вологдској области. Према попису становништва из 2010. у граду је живело 12073 становника.

## Становништво
| 1939. | 1959.  | 1970.  | 1979.  | 1989.  | 2002.  | 2010.  |
| ----- | ------ | ------ | ------ | ------ | ------ | ------ |
| 8.300 | 12.044 | 12.301 | 12.926 | 14.211 | 12.604 | 12.073 |